# Крутой Верх (Московская область)
Крутой Верх — деревня в Зарайском районе Московской области, в составе муниципального образования сельское поселение Каринское (до 29 ноября 2006 года входила в состав Летуновского сельского округа), деревня связана автобусным сообщением с райцентром и соседними населёнными пунктами.

## География
Крутой Верх расположен в 14 км на юго-восток от Зарайска, на малой реке Колтуховка, правом притоке реки нижний Осётрик, высота центра деревни над уровнем моря — 161 м.

## Население
| 2002 | 2006 | 2010 |
| ---- | ---- | ---- |
| 15   | →15  | ↘14  |

## История
Крутой Верх впервые в исторических документах упоминается в 1509 году. В 1858 году в селе числилось 65 дворов и 310 жителей, в 1884 году — 415 жителей. В 1929 году был образован колхоз им. Баранова, с 1950 года вошёл в колхоз им. 1 Августа, с 1960 года — в составе совхоза «Родина».